# Final Fantasy Mystic Quest
Final Fantasy Mystic Quest, conocido en Japón como Final Fantasy USA - Mystic Quest (ファイナルファンタジーUSA ミスティッククエスト, Fainaru Fantajī Yū Esu Ē Misutikku Kuesuto) y en Europa como Mystic Quest Legend, es un videojuego para Super Nintendo diseñado para los jóvenes jugadores americanos como un RPG más, pero mucho más simple que los demás. Una versión mucho mejor fue lanzada en Japón con mejoras en dificultad y complejidad. Ofrece controles simplificados, con los menús fáciles y muy simple en cuanto a las armas y los artículos. Salió para SNES en 1992 en EE. UU. primero y a Japón y Europa en 1993.

## Enlaces

### Internos
- Squaresoft
- Final Fantasy
- Videojuego de rol

### Externos
- La Fantasía Final. Web de Final Fantasy en español.